# Чудаков, Александр Павлович
Алекса́ндр Па́влович Чудако́в (2 февраля 1938 года, Щучинск — 3 октября 2005 года, Москва) — советский русский филолог, литературовед, писатель, педагог, специалист по творчеству А. П. Чехова.

## Биография
В 1960 году окончил филологический факультет МГУ. С 1964 года работал в Институте мировой литературы, преподавал в МГУ, Литературном институте. Доктор филологических наук (1983, диссертация «Художественная система Чехова: генетический и типологический аспекты»). После 1987 года читал курс русской литературы в европейских и американских университетах. Состоял в Международном Чеховском обществе.
Чудакову принадлежат литературоведческие работы: «Поэтика Чехова» (1971, английский перевод — 1983), «Мир Чехова: Возникновение и утверждение» (1986), «Слово — вещь — мир: от Пушкина до Толстого» (1992). Помимо этого, он опубликовал более 200 статей по истории русской литературы, готовил и комментировал сборники произведений В. Б. Шкловского, Ю. Н. Тынянова.
В 2000 году в журнале «Знамя» был напечатан роман Чудакова «Ложится мгла на старые ступени», который был выдвинут на Букеровскую премию в 2001 году. За этот роман в 2011 году писатель получил посмертно премию «Русский Букер десятилетия». Премия фонда «Знамя» (2000).
Жена — литературовед и общественный деятель Мариэтта Чудакова (1937—2021). Дочь Мария.
Скончался на 68-м году жизни 3 октября 2005 года. Причина смерти — тяжёлая черепно-мозговая травма, полученная при невыясненных обстоятельствах. Похоронен на Востряковском кладбище.

## Основные работы
- Поэтика Чехова / АН СССР. Ин-т мировой литературы им. А. М. Горького. — М.: Наука, 1971. — 291 с.
- Мир Чехова: Возникновение и утверждение. — М.: Сов. писатель, 1986. — 379, [2] с.
- Антон Павлович Чехов: Книга для учащихся / [рец.: В. И. Коровин, Л. И. Соболев; ред. Л. А. Белова; худ. Б. Л. Рытман]. — М.: Просвещение, 1987. — 172 с. — (Биография писателя). — Доп. тираж 200 000 экз.
- Чехов в Таганроге: Литературная хроника. — М.: Правда, 1987. — 46, [2] с. — (Б-ка «Огонёк» № 9).
- Слово — вещь — мир: От Пушкина до Толстого: Очерки поэтики русских классиков. — М.: Современный писатель, 1992. — 317, [2] с.
- Слушаю. Учусь. Спрашиваю. Три мемуара. — Сеул, 1999. — 10 экз.
- Ложится мгла на старые ступени: Роман-идиллия. — М.: ОЛМА-Пресс, 2001. — 510, [1] с. — (Оригинал: Лит. категории А). ISBN 5-224-03217-2

### Статьи
- «Конек-Горбунок» // Литература и ты. Вып. 5. — М.: Молодая гвардия, 1973. — С. 169—172: ил.[7]